# Khalid/Auszeichnungen für Musikverkäufe

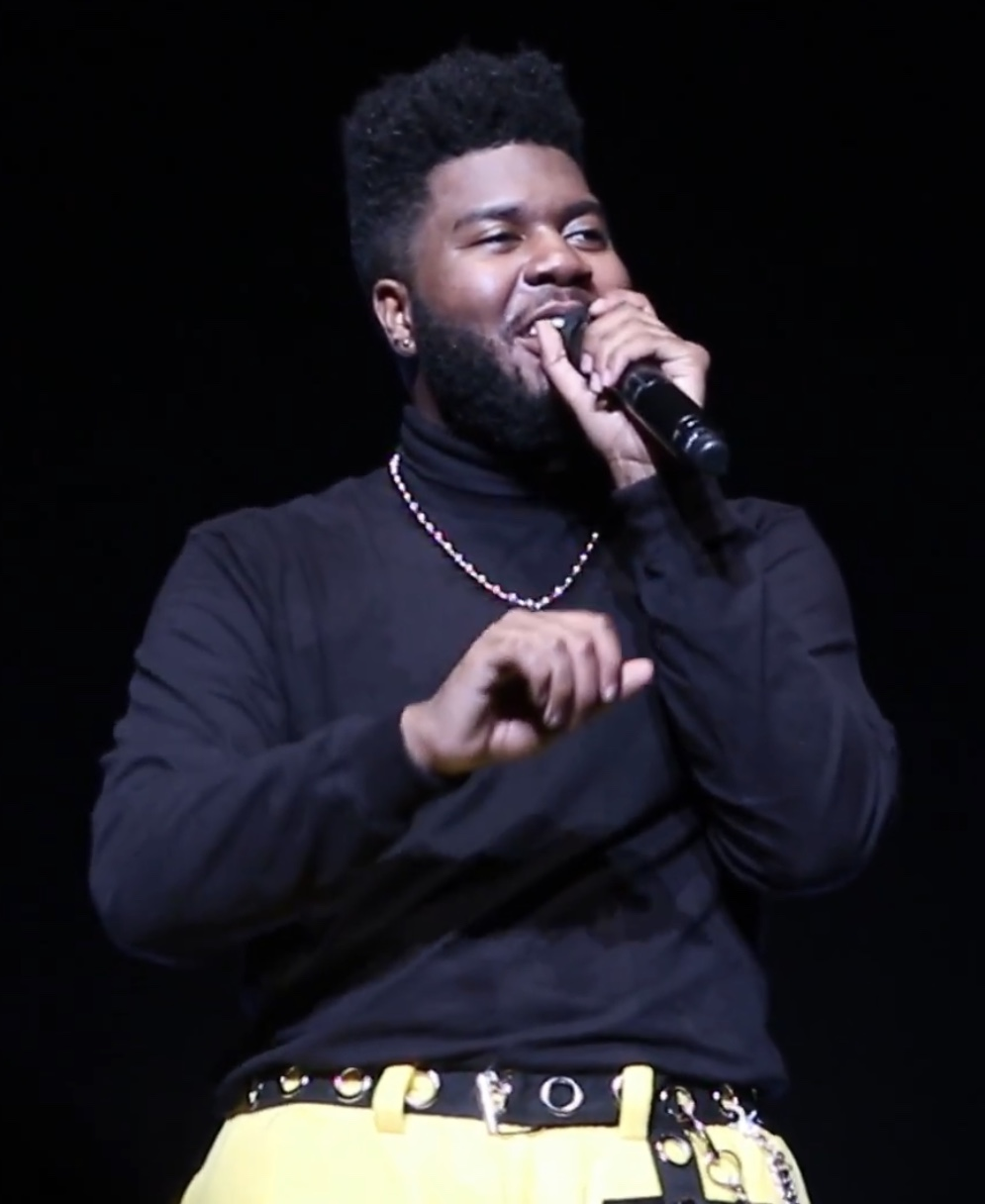
Khalid (2018)

Dies ist eine Übersicht über die Auszeichnungen für Musikverkäufe des US-amerikanischen Hip-Hop-, R&B- und Pop-Sängers Khalid. Die Auszeichnungen finden sich nach ihrer Art (Gold, Platin usw.), nach Staaten getrennt in chronologischer Reihenfolge, geordnet sowie nach den Tonträgern selbst, ebenfalls in chronologischer Reihenfolge, getrennt nach Medium (Alben, Singles usw.), wieder.

## Auszeichnungen
| - Vereinigtes Königreich - 2018: für die Single Rollin - 2019: für die Single Saved - 2019: für die Single Youth - 2021: für die Single Coaster - 2022: für die Single Electric - 2022: für die Single American Teen - 2022: für die Single Up All Night - 2023: für die Single Hurts 2B Human - 2024: für die Single Suncity - 2024: für die Single Numb - 2024: für die Single Be Like That - Australien - 2019: für die Single Outta My Head - 2019: für die Single Right Back - 2019: für die Single Shot Down - 2019: für das Lied Q - 2020: für die Single Up All Night - 2020: für die Single Eleven - 2020: für die Single Be Like That - 2024: für das Lied As I Am - Belgien - 2017: für die Single 1-800-273-8255 - 2019: für die Single Eastside - Brasilien - 2019: für das Album American Teen - 2021: für die Single Hurts 2B Human - 2021: für die Single So Done - 2021: für die Single My Bad - 2021: für die Single Be Like That - 2021: für die Single Eleven - 2021: für die Single Up All Night - 2021: für die Single Outta My Head - 2021: für die Single Saved - 2021: für die Single Trigger - 2023: für die Single This Way - 2024: für die Single Thunder / Young, Dumb & Broke (Medley) - 2024: für die Single Otra noche sin ti - 2024: für das Lied The Ways - Dänemark - 2019: für die Single Youth - 2020: für die Single Rollin - 2020: für die Single Know Your Worth - 2021: für die Single American Teen - 2021: für die Single Coaster - 2023: für die Single Wish You Were Here - 2024: für die Single Numb - Deutschland - 2018: für die Single 1-800-273-8255 - 2023: für die Single Location - 2023: für die Single Young Dumb & Broke - 2023: für die Single Love Lies - 2023: für die Single Better - 2024: für die Single Ocean - Frankreich - 2019: für die Single Love Lies - 2020: für die Single Talk - 2020: für die Single Young Dumb & Broke - 2020: für die Single Location - 2022: für das Album American Teen - 2024: für die Single Know Your Worth - 2024: für die Single Ocean - Italien - 2018: für die Single Location - 2018: für die Single Young Dumb & Broke - 2019: für die Single Ocean - 2019: für die Single Love Lies - 2021: für die Single Better - 2024: für die Single Numb - Kanada - 2019: für das Lied Keep Me - 2019: für das Lied Cold Blooded - 2019: für die Single Hopeless - 2019: für das Lied Therapy - 2019: für das Lied Winter - 2019: für das Lied Angels - 2019: für das Lied Vertigo - 2020: für das Lied Seasons - 2020: für das Lied Motion - 2021: für das Lied Bad Luck - 2021: für das Lied Free Spirit - 2021: für die Single My Bad - 2022: für die Single Working - 2023: für die Single Skyline - Mexiko - 2019: für die Single Youth - 2019: für das Album American Teen - 2019: für die Single Eastside - 2019: für die Single Love Lies - 2019: für die Single Rollin - 2020: für die Single Suncity - Neuseeland - 2019: für das Album Suncity - 2019: für das Lied Another Sad Love Song - 2019: für die Single Suncity - 2019: für das Lied The Ways - 2020: für die Single Know Your Worth - 2020: für die Single Shot Down - 2021: für die Single Hurts 2B Human - Niederlande - 2019: für das Album Free Spirit - Norwegen - 2018: für die Single Location - 2018: für die Single Love Lies - 2019: für die Single Youth - 2019: für die Single Talk - 2021: für das Lied As I Am - Österreich - 2021: für die Single Better - 2021: für die Single Saturday Nights - 2021: für die Single Talk - 2023: für die Single Numb - Polen - 2021: für die Single Know Your Worth - 2023: für die Single Love Lies - 2023: für die Single Talk - 2024: für die Single The Hard Way - 2024: für das Album American Teen - Portugal - 2019: für die Single Talk - 2019: für die Single Saturday Nights - 2019: für die Single Young Dumb & Broke - 2020: für die Single Know Your Worth - Schweden - 2017: für die Single Young Dumb & Broke - 2017: für die Single Location - 2017: für die Single Rollin - 2018: für die Single Better - 2018: für die Single OTW - 2019: für das Album American Teen - 2023: für die Single Numb - Schweiz - 2019: für die Single Suncity - 2019: für die Single Saturday Nights - 2019: für die Single Talk - 2019: für das Album American Teen - 2019: für das Album Free Spirit - Spanien - 2024: für die Single 1-800-273-8255 - 2024: für die Single Better - 2024: für die Single Location - 2024: für die Single Young Dumb & Broke - 2024: für die Single Numb - 2024: für die Single Love Lies - Vereinigte Staaten - 2019: für das Lied Angels - 2019: für die Single Let’s Go - 2019: für das Lied Therapy - 2019: für das Lied Winter - 2019: für das Lied Keep Me - 2019: für das Lied Cold Blooded - 2019: für die Single Hopeless - 2019: für die Single Suncity - 2020: für die Single This Way - 2020: für das Lied Seasons - 2021: für das Lied Bad Luck - 2021: für die Single Don’t Pretend - 2021: für das Lied Free Spirit - 2021: für das Lied As I Am - 2024: für das Lied Hundred - Vereinigtes Königreich - 2019: für die Single Ocean - 2020: für das Album Free Spirit - 2021: für die Single OTW - 2022: für das Lied 8teen | - Australien - 2019: für das Album American Teen - 2019: für die Single Rollin - 2019: für die Single Coaster - 2019: für die Single My Bad - 2019: für die Single Suncity - 2020: für die Single Know Your Worth - 2020: für das Album Free Spirit - 2022: für die Single Numb - 2023: für die Single Hurts 2B Human - Belgien - 2020: für die Single Beautiful People - Brasilien - 2021: für die Single Suncity - 2021: für die Single Saturday Nights - 2021: für die Single Know Your Worth - 2021: für die Single OTW - 2024: für das Lied As I Am - Dänemark - 2018: für die Single Love Lies - 2019: für die Single Location - 2019: für die Single Better - 2020: für die Single Talk - 2020: für die Single Ocean - 2021: für das Lied 8teen - 2022: für die Single Saturday Nights - 2022: für das Album Free Spirit - 2023: für die Single OTW - 2024: für die Single Saved - 2024: für das Album Suncity - Deutschland - 2020: für die Single Beautiful People - 2022: für die Single Eastside - Finnland - 2019: für die Single Lovely - Frankreich - 2020: für die Single Lovely - 2020: für die Single Beautiful People - 2023: für die Single Eastside - 2024: für die Single 1-800-273-8255 - 2025: für die Single Better - Italien - 2018: für die Single Silence - 2018: für die Single 1-800-273-8255 - 2019: für die Single Eastside - Kanada - 2018: für die Single Youth - 2018: für die Single Ocean - 2019: für die Single American Teen - 2019: für das Lied Another Sad Love Song - 2019: für die Single My Bad - 2019: für die Single Suncity - 2019: für die Single Let’s Go - 2019: für die Single Shot Down - 2020: für die Single Know Your Worth - 2021: für die Single Outta My Head - 2021: für das Album Suncity - 2024: für die Single Don’t Pretend - Mexiko - 2021: für die Single Ocean - 2025: für das Album Free Spirit - Neuseeland - 2018: für die Single Homemade Dynamite (Remix) - 2018: für die Single Rollin - 2020: für die Single Youth - 2020: für die Single My Bad - 2021: für die Single Coaster - 2021: für die Single Right Back - 2022: für die Single American Teen - 2022: für die Single Outta My Head - Niederlande - 2017: für die Single Location - Norwegen - 2018: für das Album American Teen - 2018: für die Single Young Dumb & Broke - 2019: für das Album Free Spirit - 2019: für die Single Better - Österreich - 2018: für die Single Silence - Polen - 2019: für die Single Ocean - 2020: für die Single Young Dumb & Broke - 2020: für die Single Better - 2020: für die Single Youth - 2021: für die Single Location - 2021: für die Single 1-800-273-8255 - Portugal - 2018: für die Single Silence - 2018: für die Single 1-800-273-8255 - 2018: für die Single Love Lies - 2019: für die Single Suncity - 2019: für die Single Better - 2020: für die Single Youth - 2022: für die Single Ocean - Schweden - 2018: für die Single Eastside - 2018: für die Single Love Lies - Schweiz - 2018: für die Single Ocean - 2019: für die Single Location - 2019: für die Single Young Dumb & Broke - 2019: für die Single Better - Singapur - 2017: für die Single Silence - 2019: für das Album American Teen - 2019: für das Album Free Spirit - Spanien - 2023: für die Single Beautiful People - 2024: für die Single Eastside - 2024: für die Single Silence - 2024: für die Single Otra noche sin ti - Vereinigte Staaten - 2019: für die Single Ocean - 2019: für die Single American Teen - 2019: für die Single Shot Down - 2019: für das Lied Another Sad Love Song - 2020: für die Single Right Back - 2019: für die Single Beautiful People - 2021: für die Single My Bad - 2023: für die Single Youth - 2024: für die Single Outta My Head - 2024: für die Single Numb - Vereinigtes Königreich - 2019: für die Single Location - 2019: für die Single Talk - 2022: für die Single Know Your Worth - 2025: für die Single Saturday Nights - 2025: für das Album American Teen - Deutschland - 2023: für die Single Lovely - Mexiko - 2020: für die Single Young Dumb & Broke - 2020: für die Single Location | - Australien - 2019: für die Single Saturday Nights - 2019: für die Single Saved - 2023: für die Single Youth - Belgien - 2018: für die Single Silence - Brasilien - 2019: für die Single Beautiful People - 2021: für die Single Location - 2021: für die Single Young Dumb & Broke - 2023: für das Album Free Spirit - 2024: für die Single 1-800-273-8255 - Dänemark - 2020: für die Single 1-800-273-8255 - 2021: für die Single Young Dumb & Broke - Deutschland - 2023: für die Single Silence - Italien - 2021: für die Single Beautiful People - 2024: für die Single Lovely - Kanada - 2019: für die Single OTW - 2019: für die Single Saved - 2022: für die Single Coaster - 2022: für die Single Numb - 2024: für die Single Right Back - 2025: für die Single Homemade Dynamite (Remix) - Mexiko - 2022: für die Single Talk - Neuseeland - 2021: für die Single Ocean - 2021: für die Single Saved - 2022: für das Lied 8teen - 2024: für die Single Electric - Österreich - 2021: für die Single Beautiful People - Polen - 2021: für die Single Silence - 2021: für die Single Eastside - Portugal - 2022: für die Single Otra noche sin ti - Schweden - 2024: für die Single Lovely - Schweiz - 2018: für die Single Silence - Ungarn - 2023: für die Single Numb - Vereinigte Staaten - 2019: für die Single Saved - 2019: für die Single OTW - 2021: für das Album Free Spirit - 2022: für die Single Coaster - 2023: für die Single Rollin - Vereinigtes Königreich - 2022: für die Single Young Dumb & Broke - 2023: für die Single 1-800-273-8255 - 2023: für die Single Better - 2024: für die Single Love Lies - Mexiko - 2024: für die Single Silence - Australien - 2018: für die Single 1-800-273-8255 - 2018: für die Single Ocean - 2019: für die Single OTW - Brasilien - 2021: für die Single Ocean - 2024: für die Single Numb - 2024: für die Single Youth - Dänemark - 2023: für die Single Eastside - 2024: für die Single Silence - 2024: für die Single Lovely - 2025: für die Single Beautiful People - Kanada - 2023: für die Single Rollin - 2024: für das Album Free Spirit - Mexiko - 2019: für die Single Lovely - Neuseeland - 2023: für die Single OTW - Norwegen - 2020: für die Single Lovely - 2020: für die Single Eastside - Österreich - 2024: für die Single Lovely - Polen - 2021: für die Single Beautiful People - Portugal - 2020: für die Single Eastside - 2022: für die Single Beautiful People - Spanien - 2024: für die Single Lovely - Vereinigte Staaten - 2022: für das Lied 8teen - Vereinigtes Königreich - 2022: für die Single Beautiful People - 2022: für die Single Silence - 2024: für die Single Lovely - Australien - 2019: für die Single Talk - Dänemark - 2024: für das Album American Teen - Griechenland - 2024: für die Single Lovely - Kanada - 2019: für die Single Love Lies - 2021: für das Album American Teen - 2022: für das Lied 8teen - Neuseeland - 2023: für die Single Saturday Nights - 2025: für das Album Free Spirit - Schweiz - 2019: für die Single Lovely - Vereinigte Staaten - 2022: für das Album American Teen - 2023: für die Single Be Like That - 2024: für die Single Saturday Nights - Vereinigtes Königreich - 2024: für die Single Eastside - Australien - 2019: für die Single Location - 2019: für die Single Love Lies - 2025: für die Single Homemade Dynamite (Remix) - Kanada - 2018: für die Single 1-800-273-8255 - 2019: für die Single Eastside - Neuseeland - 2023: für das Album American Teen - 2024: für die Single Beautiful People - 2024: für die Single Love Lies - 2025: für die Single 1-800-273-8255 - 2025: für die Single Talk - Schweden - 2021: für die Single Silence - Vereinigte Staaten - 2020: für die Single Love Lies - Australien - 2022: für die Single Beautiful People - Kanada - 2023: für die Single Be Like That - 2024: für die Single Saturday Nights - 2024: für die Single Talk - Vereinigte Staaten - 2021: für die Single Better - 2023: für die Single Silence - Australien - 2019: für die Single Silence - Neuseeland - 2024: für die Single Young Dumb & Broke - 2025: für die Single Silence - 2025: für die Single Location - 2025: für die Single Better - Vereinigte Staaten - 2024: für die Single Talk - 2024: für die Single Eastside - Australien - 2019: für die Single Young Dumb & Broke - 2021: für die Single Better - Kanada - 2021: für die Single Location - 2023: für die Single Beautiful People - Neuseeland - 2024: für die Single Eastside - 2025: für die Single Lovely - Portugal - 2024: für die Single Lovely - Vereinigte Staaten - 2022: für die Single 1-800-273-8255 - Kanada - 2022: für die Single Silence - 2022: für die Single Young Dumb & Broke - 2024: für die Single Better - Australien - 2025: für die Single Lovely - Australien - 2025: für die Single Eastside - Brasilien - 2021: für die Single Better - 2021: für die Single Love Lies - 2021: für die Single Talk - 2021: für die Single Silence - 2024: für die Single Eastside - Frankreich - 2025: für die Single Silence - Kanada - 2025: für die Single Lovely - Polen - 2021: für die Single Lovely - Vereinigte Staaten - 2022: für die Single Location - 2023: für die Single Young Dumb & Broke - 2024: für die Single Lovely - Brasilien - 2024: für die Single Lovely |

## Auszeichnungen nach Alben

### American Teen
| Land/Region                  | Auszeichnungen für Musikverkäufe (Land/Region, Auszeichnung, Verkäufe) | Verkäufe  |
| ---------------------------- | ---------------------------------------------------------------------- | --------- |
| Australien (ARIA)            | Platin                                                                 | 70.000    |
| Brasilien (PMB)              | Gold                                                                   | 20.000    |
| Dänemark (IFPI)              | 4× Platin                                                              | 80.000    |
| Frankreich (SNEP)            | Gold                                                                   | 50.000    |
| Kanada (MC)                  | 4× Platin                                                              | 320.000   |
| Mexiko (AMPROFON)            | Gold                                                                   | 30.000    |
| Neuseeland (RMNZ)            | 5× Platin                                                              | 75.000    |
| Norwegen (IFPI)              | Platin                                                                 | 20.000    |
| Polen (ZPAV)                 | Gold                                                                   | 10.000    |
| Schweden (IFPI)              | Gold                                                                   | 15.000    |
| Schweiz (IFPI)               | Gold                                                                   | 10.000    |
| Singapur (RIAS)              | Platin                                                                 | 10.000    |
| Vereinigte Staaten (RIAA)    | 4× Platin                                                              | 4.000.000 |
| Vereinigtes Königreich (BPI) | Platin                                                                 | 300.000   |
| Insgesamt                    | 6× Gold · 20× Platin ·                                                 | 5.010.000 |

### Suncity
| Land/Region       | Auszeichnungen für Musikverkäufe (Land/Region, Auszeichnung, Verkäufe) | Verkäufe |
| ----------------- | ---------------------------------------------------------------------- | -------- |
| Brasilien (PMB)   | Platin                                                                 | 40.000   |
| Dänemark (IFPI)   | Platin                                                                 | 20.000   |
| Kanada (MC)       | Platin                                                                 | 80.000   |
| Neuseeland (RMNZ) | Gold                                                                   | 7.500    |
| Insgesamt         | 1× Gold · 3× Platin ·                                                  | 147.500  |

### Free Spirit
| Land/Region                  | Auszeichnungen für Musikverkäufe (Land/Region, Auszeichnung, Verkäufe) | Verkäufe  |
| ---------------------------- | ---------------------------------------------------------------------- | --------- |
| Australien (ARIA)            | Platin                                                                 | 70.000    |
| Brasilien (PMB)              | 2× Platin                                                              | 80.000    |
| Dänemark (IFPI)              | Platin                                                                 | 20.000    |
| Kanada (MC)                  | 3× Platin                                                              | 240.000   |
| Mexiko (AMPROFON)            | Platin                                                                 | 60.000    |
| Neuseeland (RMNZ)            | 4× Platin                                                              | 60.000    |
| Niederlande (NVPI)           | Gold                                                                   | 20.000    |
| Norwegen (IFPI)              | Platin                                                                 | 20.000    |
| Schweiz (IFPI)               | Gold                                                                   | 10.000    |
| Singapur (RIAS)              | Platin                                                                 | 10.000    |
| Vereinigte Staaten (RIAA)    | 2× Platin                                                              | 2.000.000 |
| Vereinigtes Königreich (BPI) | Gold                                                                   | 100.000   |
| Insgesamt                    | 3× Gold · 16× Platin ·                                                 | 2.690.000 |

## Auszeichnungen nach Singles

### Let’s Go
| Land/Region               | Auszeichnungen für Musikverkäufe (Land/Region, Auszeichnung, Verkäufe) | Verkäufe |
| ------------------------- | ---------------------------------------------------------------------- | -------- |
| Kanada (MC)               | Platin                                                                 | 80.000   |
| Vereinigte Staaten (RIAA) | Gold                                                                   | 500.000  |
| Insgesamt                 | 1× Gold · 1× Platin ·                                                  | 580.000  |

### Location
| Land/Region                  | Auszeichnungen für Musikverkäufe (Land/Region, Auszeichnung, Verkäufe) | Verkäufe   |
| ---------------------------- | ---------------------------------------------------------------------- | ---------- |
| Australien (ARIA)            | 5× Platin                                                              | 350.000    |
| Brasilien (PMB)              | 2× Platin                                                              | 120.000    |
| Dänemark (IFPI)              | Platin                                                                 | 90.000     |
| Deutschland (BVMI)           | Gold                                                                   | 200.000    |
| Frankreich (SNEP)            | Gold                                                                   | 100.000    |
| Italien (FIMI)               | Gold                                                                   | 25.000     |
| Kanada (MC)                  | 8× Platin                                                              | 640.000    |
| Mexiko (AMPROFON)            | 3× Gold                                                                | 90.000     |
| Neuseeland (RMNZ)            | 7× Platin                                                              | 210.000    |
| Niederlande (NVPI)           | Platin                                                                 | 40.000     |
| Norwegen (IFPI)              | Gold                                                                   | 30.000     |
| Polen (ZPAV)                 | Platin                                                                 | 20.000     |
| Schweden (IFPI)              | Gold                                                                   | 20.000     |
| Schweiz (IFPI)               | Platin                                                                 | 20.000     |
| Spanien (Promusicae)         | Gold                                                                   | 30.000     |
| Vereinigte Staaten (RIAA)    | Diamant                                                                | 10.000.000 |
| Vereinigtes Königreich (BPI) | Platin                                                                 | 600.000    |
| Insgesamt                    | 7× Gold · 28× Platin · 1× Diamant ·                                    | 12.585.000 |

### Hopeless
| Land/Region               | Auszeichnungen für Musikverkäufe (Land/Region, Auszeichnung, Verkäufe) | Verkäufe |
| ------------------------- | ---------------------------------------------------------------------- | -------- |
| Kanada (MC)               | Gold                                                                   | 40.000   |
| Vereinigte Staaten (RIAA) | Gold                                                                   | 500.000  |
| Insgesamt                 | 2× Gold ·                                                              | 540.000  |

### Coaster
| Land/Region                  | Auszeichnungen für Musikverkäufe (Land/Region, Auszeichnung, Verkäufe) | Verkäufe  |
| ---------------------------- | ---------------------------------------------------------------------- | --------- |
| Australien (ARIA)            | Platin                                                                 | 70.000    |
| Dänemark (IFPI)              | Gold                                                                   | 45.000    |
| Kanada (MC)                  | 2× Platin                                                              | 160.000   |
| Neuseeland (RMNZ)            | Platin                                                                 | 30.000    |
| Vereinigte Staaten (RIAA)    | 2× Platin                                                              | 2.000.000 |
| Vereinigtes Königreich (BPI) | Silber                                                                 | 200.000   |
| Insgesamt                    | 1× Silber · 1× Gold · 6× Platin ·                                      | 2.505.000 |

### Saved
| Land/Region                  | Auszeichnungen für Musikverkäufe (Land/Region, Auszeichnung, Verkäufe) | Verkäufe  |
| ---------------------------- | ---------------------------------------------------------------------- | --------- |
| Australien (ARIA)            | 2× Platin                                                              | 140.000   |
| Brasilien (PMB)              | Gold                                                                   | 20.000    |
| Dänemark (IFPI)              | Platin                                                                 | 90.000    |
| Kanada (MC)                  | 2× Platin                                                              | 160.000   |
| Neuseeland (RMNZ)            | 2× Platin                                                              | 60.000    |
| Vereinigte Staaten (RIAA)    | 2× Platin                                                              | 2.000.000 |
| Vereinigtes Königreich (BPI) | Silber                                                                 | 200.000   |
| Insgesamt                    | 1× Silber · 1× Gold · 9× Platin ·                                      | 2.670.000 |

### Electric
| Land/Region                  | Auszeichnungen für Musikverkäufe (Land/Region, Auszeichnung, Verkäufe) | Verkäufe |
| ---------------------------- | ---------------------------------------------------------------------- | -------- |
| Neuseeland (RMNZ)            | 2× Platin                                                              | 60.000   |
| Vereinigtes Königreich (BPI) | Silber                                                                 | 200.000  |
| Insgesamt                    | 1× Silber · 2× Platin ·                                                | 260.000  |

### Young Dumb & Broke
| Land/Region                  | Auszeichnungen für Musikverkäufe (Land/Region, Auszeichnung, Verkäufe) | Verkäufe   |
| ---------------------------- | ---------------------------------------------------------------------- | ---------- |
| Australien (ARIA)            | 8× Platin                                                              | 560.000    |
| Brasilien (PMB)              | 2× Platin                                                              | 80.000     |
| Dänemark (IFPI)              | 2× Platin                                                              | 180.000    |
| Deutschland (BVMI)           | Gold                                                                   | 200.000    |
| Frankreich (SNEP)            | Gold                                                                   | 100.000    |
| Italien (FIMI)               | Gold                                                                   | 25.000     |
| Kanada (MC)                  | 9× Platin                                                              | 720.000    |
| Mexiko (AMPROFON)            | 3× Gold                                                                | 90.000     |
| Neuseeland (RMNZ)            | 7× Platin                                                              | 210.000    |
| Norwegen (IFPI)              | Platin                                                                 | 60.000     |
| Polen (ZPAV)                 | Platin                                                                 | 20.000     |
| Portugal (AFP)               | Gold                                                                   | 5.000      |
| Schweden (IFPI)              | Gold                                                                   | 20.000     |
| Schweiz (IFPI)               | Platin                                                                 | 20.000     |
| Spanien (Promusicae)         | Gold                                                                   | 30.000     |
| Vereinigte Staaten (RIAA)    | Diamant                                                                | 10.000.000 |
| Vereinigtes Königreich (BPI) | 2× Platin                                                              | 1.200.000  |
| Insgesamt                    | 7× Gold · 34× Platin · 1× Diamant ·                                    | 13.520.000 |

### Shot Down
| Land/Region               | Auszeichnungen für Musikverkäufe (Land/Region, Auszeichnung, Verkäufe) | Verkäufe  |
| ------------------------- | ---------------------------------------------------------------------- | --------- |
| Australien (ARIA)         | Gold                                                                   | 35.000    |
| Kanada (MC)               | Platin                                                                 | 80.000    |
| Neuseeland (RMNZ)         | Gold                                                                   | 15.000    |
| Vereinigte Staaten (RIAA) | Platin                                                                 | 1.000.000 |
| Insgesamt                 | 2× Gold · 2× Platin ·                                                  | 1.130.000 |

### American Teen
| Land/Region                  | Auszeichnungen für Musikverkäufe (Land/Region, Auszeichnung, Verkäufe) | Verkäufe  |
| ---------------------------- | ---------------------------------------------------------------------- | --------- |
| Dänemark (IFPI)              | Gold                                                                   | 45.000    |
| Kanada (MC)                  | Platin                                                                 | 80.000    |
| Neuseeland (RMNZ)            | Platin                                                                 | 30.000    |
| Vereinigte Staaten (RIAA)    | Platin                                                                 | 1.000.000 |
| Vereinigtes Königreich (BPI) | Silber                                                                 | 200.000   |
| Insgesamt                    | 1× Silber · 1× Gold · 3× Platin ·                                      | 1.355.000 |

### 1-800-273-8255
| Land/Region                  | Auszeichnungen für Musikverkäufe (Land/Region, Auszeichnung, Verkäufe) | Verkäufe   |
| ---------------------------- | ---------------------------------------------------------------------- | ---------- |
| Australien (ARIA)            | 3× Platin                                                              | 210.000    |
| Belgien (BRMA)               | Gold                                                                   | 15.000     |
| Brasilien (PMB)              | 2× Platin                                                              | 80.000     |
| Dänemark (IFPI)              | 2× Platin                                                              | 180.000    |
| Deutschland (BVMI)           | Gold                                                                   | 200.000    |
| Frankreich (SNEP)            | Platin                                                                 | 200.000    |
| Italien (FIMI)               | Platin                                                                 | 50.000     |
| Kanada (MC)                  | 5× Platin                                                              | 400.000    |
| Neuseeland (RMNZ)            | 5× Platin                                                              | 150.000    |
| Polen (ZPAV)                 | Platin                                                                 | 50.000     |
| Portugal (AFP)               | Platin                                                                 | 10.000     |
| Spanien (Promusicae)         | Gold                                                                   | 30.000     |
| Vereinigte Staaten (RIAA)    | 8× Platin                                                              | 8.000.000  |
| Vereinigtes Königreich (BPI) | 2× Platin                                                              | 1.200.000  |
| Insgesamt                    | 3× Gold · 31× Platin ·                                                 | 10.775.000 |

### Thunder / Young, Dumb & Broke (Medley)
| Land/Region     | Auszeichnungen für Musikverkäufe (Land/Region, Auszeichnung, Verkäufe) | Verkäufe |
| --------------- | ---------------------------------------------------------------------- | -------- |
| Brasilien (PMB) | Gold                                                                   | 20.000   |
| Insgesamt       | 1× Gold ·                                                              | 20.000   |

### Rollin
| Land/Region                  | Auszeichnungen für Musikverkäufe (Land/Region, Auszeichnung, Verkäufe) | Verkäufe  |
| ---------------------------- | ---------------------------------------------------------------------- | --------- |
| Australien (ARIA)            | Platin                                                                 | 70.000    |
| Dänemark (IFPI)              | Gold                                                                   | 45.000    |
| Kanada (MC)                  | 3× Platin                                                              | 240.000   |
| Mexiko (AMPROFON)            | Gold                                                                   | 30.000    |
| Neuseeland (RMNZ)            | Platin                                                                 | 30.000    |
| Schweden (IFPI)              | Gold                                                                   | 20.000    |
| Vereinigte Staaten (RIAA)    | 2× Platin                                                              | 2.000.000 |
| Vereinigtes Königreich (BPI) | Silber                                                                 | 200.000   |
| Insgesamt                    | 1× Silber · 3× Gold · 7× Platin ·                                      | 2.635.000 |

### Silence
| Land/Region                  | Auszeichnungen für Musikverkäufe (Land/Region, Auszeichnung, Verkäufe) | Verkäufe   |
| ---------------------------- | ---------------------------------------------------------------------- | ---------- |
| Australien (ARIA)            | 7× Platin                                                              | 490.000    |
| Belgien (BRMA)               | 2× Platin                                                              | 60.000     |
| Brasilien (PMB)              | Diamant                                                                | 160.000    |
| Dänemark (IFPI)              | 3× Platin                                                              | 270.000    |
| Deutschland (BVMI)           | 2× Platin                                                              | 800.000    |
| Frankreich (SNEP)            | Diamant                                                                | 333.333    |
| Italien (FIMI)               | Platin                                                                 | 50.000     |
| Kanada (MC)                  | 9× Platin                                                              | 720.000    |
| Mexiko (AMPROFON)            | 5× Gold                                                                | 150.000    |
| Neuseeland (RMNZ)            | 7× Platin                                                              | 210.000    |
| Österreich (IFPI)            | Platin                                                                 | 30.000     |
| Polen (ZPAV)                 | 2× Platin                                                              | 40.000     |
| Portugal (AFP)               | Platin                                                                 | 10.000     |
| Schweden (IFPI)              | 5× Platin                                                              | 400.000    |
| Schweiz (IFPI)               | 2× Platin                                                              | 40.000     |
| Singapur (RIAS)              | Platin                                                                 | 10.000     |
| Spanien (Promusicae)         | Platin                                                                 | 60.000     |
| Vereinigte Staaten (RIAA)    | 6× Platin                                                              | 6.000.000  |
| Vereinigtes Königreich (BPI) | 3× Platin                                                              | 1.800.000  |
| Insgesamt                    | 1× Gold · 55× Platin · 2× Diamant ·                                    | 11.633.333 |

### Homemade Dynamite (Remix)
| Land/Region       | Auszeichnungen für Musikverkäufe (Land/Region, Auszeichnung, Verkäufe) | Verkäufe |
| ----------------- | ---------------------------------------------------------------------- | -------- |
| Australien (ARIA) | 5× Platin                                                              | 350.000  |
| Kanada (MC)       | 2× Platin                                                              | 160.000  |
| Neuseeland (RMNZ) | Platin                                                                 | 30.000   |
| Insgesamt         | 8× Platin ·                                                            | 540.000  |

### Love Lies
| Land/Region                  | Auszeichnungen für Musikverkäufe (Land/Region, Auszeichnung, Verkäufe) | Verkäufe  |
| ---------------------------- | ---------------------------------------------------------------------- | --------- |
| Australien (ARIA)            | 5× Platin                                                              | 350.000   |
| Brasilien (PMB)              | Diamant                                                                | 160.000   |
| Dänemark (IFPI)              | Platin                                                                 | 90.000    |
| Deutschland (BVMI)           | Gold                                                                   | 200.000   |
| Frankreich (SNEP)            | Gold                                                                   | 100.000   |
| Italien (FIMI)               | Gold                                                                   | 25.000    |
| Kanada (MC)                  | 4× Platin                                                              | 320.000   |
| Mexiko (AMPROFON)            | Gold                                                                   | 30.000    |
| Neuseeland (RMNZ)            | 5× Platin                                                              | 150.000   |
| Norwegen (IFPI)              | Gold                                                                   | 30.000    |
| Polen (ZPAV)                 | Gold                                                                   | 25.000    |
| Portugal (AFP)               | Platin                                                                 | 10.000    |
| Schweden (IFPI)              | Platin                                                                 | 80.000    |
| Spanien (Promusicae)         | Gold                                                                   | 30.000    |
| Vereinigte Staaten (RIAA)    | 5× Platin                                                              | 5.000.000 |
| Vereinigtes Königreich (BPI) | 2× Platin                                                              | 1.200.000 |
| Insgesamt                    | 7× Gold · 24× Platin · 1× Diamant ·                                    | 7.800.000 |

### OTW
| Land/Region                  | Auszeichnungen für Musikverkäufe (Land/Region, Auszeichnung, Verkäufe) | Verkäufe  |
| ---------------------------- | ---------------------------------------------------------------------- | --------- |
| Australien (ARIA)            | 3× Platin                                                              | 210.000   |
| Brasilien (PMB)              | Platin                                                                 | 40.000    |
| Dänemark (IFPI)              | Platin                                                                 | 90.000    |
| Kanada (MC)                  | 2× Platin                                                              | 160.000   |
| Neuseeland (RMNZ)            | 3× Platin                                                              | 90.000    |
| Schweden (IFPI)              | Gold                                                                   | 40.000    |
| Vereinigte Staaten (RIAA)    | 2× Platin                                                              | 2.000.000 |
| Vereinigtes Königreich (BPI) | Gold                                                                   | 400.000   |
| Insgesamt                    | 2× Gold · 12× Platin ·                                                 | 3.030.000 |

### Youth
| Land/Region                  | Auszeichnungen für Musikverkäufe (Land/Region, Auszeichnung, Verkäufe) | Verkäufe  |
| ---------------------------- | ---------------------------------------------------------------------- | --------- |
| Australien (ARIA)            | 2× Platin                                                              | 140.000   |
| Brasilien (PMB)              | 3× Platin                                                              | 120.000   |
| Dänemark (IFPI)              | Gold                                                                   | 45.000    |
| Kanada (MC)                  | Platin                                                                 | 80.000    |
| Mexiko (AMPROFON)            | Gold                                                                   | 30.000    |
| Neuseeland (RMNZ)            | Platin                                                                 | 30.000    |
| Norwegen (IFPI)              | Gold                                                                   | 30.000    |
| Polen (ZPAV)                 | Platin                                                                 | 20.000    |
| Portugal (AFP)               | Platin                                                                 | 10.000    |
| Vereinigte Staaten (RIAA)    | Platin                                                                 | 1.000.000 |
| Vereinigtes Königreich (BPI) | Silber                                                                 | 200.000   |
| Insgesamt                    | 1× Silber · 3× Gold · 10× Platin ·                                     | 1.705.000 |

### Lovely
| Land/Region                  | Auszeichnungen für Musikverkäufe (Land/Region, Auszeichnung, Verkäufe) | Verkäufe   |
| ---------------------------- | ---------------------------------------------------------------------- | ---------- |
| Australien (ARIA)            | 13× Platin                                                             | 910.000    |
| Brasilien (PMB)              | 4× Diamant                                                             | 640.000    |
| Dänemark (IFPI)              | 3× Platin                                                              | 270.000    |
| Deutschland (BVMI)           | 3× Gold                                                                | 600.000    |
| Finnland (IFPI)              | Platin                                                                 | 40.000     |
| Frankreich (SNEP)            | Platin                                                                 | 200.000    |
| Griechenland (IFPI)          | 4× Platin                                                              | 80.000     |
| Italien (FIMI)               | 2× Platin                                                              | 200.000    |
| Kanada (MC)                  | Diamant                                                                | 800.000    |
| Mexiko (AMPROFON)            | 3× Platin                                                              | 180.000    |
| Neuseeland (RMNZ)            | 8× Platin                                                              | 240.000    |
| Norwegen (IFPI)              | 3× Platin                                                              | 180.000    |
| Österreich (IFPI)            | 3× Platin                                                              | 90.000     |
| Polen (ZPAV)                 | Diamant                                                                | 250.000    |
| Portugal (AFP)               | 8× Platin                                                              | 80.000     |
| Schweden (IFPI)              | 2× Platin                                                              | 240.000    |
| Schweiz (IFPI)               | 4× Platin                                                              | 80.000     |
| Spanien (Promusicae)         | 3× Platin                                                              | 180.000    |
| Vereinigte Staaten (RIAA)    | Diamant                                                                | 10.000.000 |
| Vereinigtes Königreich (BPI) | 3× Platin                                                              | 1.900.000  |
| Insgesamt                    | 1× Gold · 62× Platin · 7× Diamant ·                                    | 17.180.000 |

### Ocean
| Land/Region                  | Auszeichnungen für Musikverkäufe (Land/Region, Auszeichnung, Verkäufe) | Verkäufe  |
| ---------------------------- | ---------------------------------------------------------------------- | --------- |
| Australien (ARIA)            | 3× Platin                                                              | 210.000   |
| Brasilien (PMB)              | 3× Platin                                                              | 120.000   |
| Dänemark (IFPI)              | Platin                                                                 | 90.000    |
| Deutschland (BVMI)           | Gold                                                                   | 200.000   |
| Frankreich (SNEP)            | Gold                                                                   | 100.000   |
| Italien (FIMI)               | Gold                                                                   | 25.000    |
| Kanada (MC)                  | Platin                                                                 | 80.000    |
| Mexiko (AMPROFON)            | Platin                                                                 | 60.000    |
| Neuseeland (RMNZ)            | 2× Platin                                                              | 60.000    |
| Polen (ZPAV)                 | Platin                                                                 | 20.000    |
| Portugal (AFP)               | Platin                                                                 | 10.000    |
| Schweiz (IFPI)               | Platin                                                                 | 20.000    |
| Vereinigte Staaten (RIAA)    | Platin                                                                 | 1.000.000 |
| Vereinigtes Königreich (BPI) | Gold                                                                   | 400.000   |
| Insgesamt                    | 4× Gold · 15× Platin ·                                                 | 2.395.000 |

### This Way
| Land/Region               | Auszeichnungen für Musikverkäufe (Land/Region, Auszeichnung, Verkäufe) | Verkäufe |
| ------------------------- | ---------------------------------------------------------------------- | -------- |
| Brasilien (PMB)           | Gold                                                                   | 20.000   |
| Vereinigte Staaten (RIAA) | Gold                                                                   | 500.000  |
| Insgesamt                 | 2× Gold ·                                                              | 520.000  |

### Eastside
| Land/Region                  | Auszeichnungen für Musikverkäufe (Land/Region, Auszeichnung, Verkäufe) | Verkäufe   |
| ---------------------------- | ---------------------------------------------------------------------- | ---------- |
| Australien (ARIA)            | 17× Platin                                                             | 1.190.000  |
| Belgien (BRMA)               | Gold                                                                   | 20.000     |
| Brasilien (PMB)              | Diamant                                                                | 160.000    |
| Dänemark (IFPI)              | 3× Platin                                                              | 270.000    |
| Deutschland (BVMI)           | Platin                                                                 | 400.000    |
| Frankreich (SNEP)            | Platin                                                                 | 200.000    |
| Italien (FIMI)               | Platin                                                                 | 50.000     |
| Kanada (MC)                  | 5× Platin                                                              | 400.000    |
| Mexiko (AMPROFON)            | Gold                                                                   | 30.000     |
| Neuseeland (RMNZ)            | 8× Platin                                                              | 240.000    |
| Norwegen (IFPI)              | 3× Platin                                                              | 180.000    |
| Polen (ZPAV)                 | 2× Platin                                                              | 100.000    |
| Portugal (AFP)               | 3× Platin                                                              | 30.000     |
| Schweden (IFPI)              | Platin                                                                 | 80.000     |
| Spanien (Promusicae)         | Platin                                                                 | 60.000     |
| Vereinigte Staaten (RIAA)    | 7× Platin                                                              | 7.000.000  |
| Vereinigtes Königreich (BPI) | 4× Platin                                                              | 2.400.000  |
| Insgesamt                    | 2× Gold · 57× Platin · 1× Diamant ·                                    | 12.790.000 |

### Better
| Land/Region                  | Auszeichnungen für Musikverkäufe (Land/Region, Auszeichnung, Verkäufe) | Verkäufe  |
| ---------------------------- | ---------------------------------------------------------------------- | --------- |
| Australien (ARIA)            | 8× Platin                                                              | 560.000   |
| Brasilien (PMB)              | Diamant                                                                | 160.000   |
| Dänemark (IFPI)              | Platin                                                                 | 90.000    |
| Deutschland (BVMI)           | Gold                                                                   | 200.000   |
| Frankreich (SNEP)            | Platin                                                                 | 200.000   |
| Italien (FIMI)               | Gold                                                                   | 35.000    |
| Kanada (MC)                  | 9× Platin                                                              | 720.000   |
| Neuseeland (RMNZ)            | 7× Platin                                                              | 210.000   |
| Norwegen (IFPI)              | Platin                                                                 | 60.000    |
| Österreich (IFPI)            | Gold                                                                   | 15.000    |
| Polen (ZPAV)                 | Platin                                                                 | 20.000    |
| Portugal (AFP)               | Platin                                                                 | 10.000    |
| Schweden (IFPI)              | Gold                                                                   | 40.000    |
| Schweiz (IFPI)               | Platin                                                                 | 20.000    |
| Spanien (Promusicae)         | Gold                                                                   | 30.000    |
| Vereinigte Staaten (RIAA)    | 6× Platin                                                              | 6.000.000 |
| Vereinigtes Königreich (BPI) | 2× Platin                                                              | 1.200.000 |
| Insgesamt                    | 5× Gold · 38× Platin · 1× Diamant ·                                    | 9.570.000 |

### Suncity
| Land/Region                  | Auszeichnungen für Musikverkäufe (Land/Region, Auszeichnung, Verkäufe) | Verkäufe |
| ---------------------------- | ---------------------------------------------------------------------- | -------- |
| Australien (ARIA)            | Platin                                                                 | 70.000   |
| Brasilien (PMB)              | Platin                                                                 | 40.000   |
| Kanada (MC)                  | Platin                                                                 | 80.000   |
| Mexiko (AMPROFON)            | Gold                                                                   | 30.000   |
| Neuseeland (RMNZ)            | Gold                                                                   | 15.000   |
| Portugal (AFP)               | Platin                                                                 | 10.000   |
| Schweiz (IFPI)               | Gold                                                                   | 10.000   |
| Vereinigte Staaten (RIAA)    | Gold                                                                   | 500.000  |
| Vereinigtes Königreich (BPI) | Silber                                                                 | 200.000  |
| Insgesamt                    | 1× Silber · 4× Gold · 4× Platin ·                                      | 955.000  |

### Saturday Nights
| Land/Region                  | Auszeichnungen für Musikverkäufe (Land/Region, Auszeichnung, Verkäufe) | Verkäufe  |
| ---------------------------- | ---------------------------------------------------------------------- | --------- |
| Australien (ARIA)            | 2× Platin                                                              | 140.000   |
| Brasilien (PMB)              | Platin                                                                 | 40.000    |
| Dänemark (IFPI)              | Platin                                                                 | 90.000    |
| Kanada (MC)                  | 6× Platin                                                              | 480.000   |
| Neuseeland (RMNZ)            | 4× Platin                                                              | 120.000   |
| Österreich (IFPI)            | Gold                                                                   | 15.000    |
| Portugal (AFP)               | Gold                                                                   | 5.000     |
| Schweiz (IFPI)               | Gold                                                                   | 10.000    |
| Vereinigte Staaten (RIAA)    | 4× Platin                                                              | 4.000.000 |
| Vereinigtes Königreich (BPI) | Platin                                                                 | 600.000   |
| Insgesamt                    | 3× Gold · 19× Platin ·                                                 | 5.500.000 |

### Talk
| Land/Region                  | Auszeichnungen für Musikverkäufe (Land/Region, Auszeichnung, Verkäufe) | Verkäufe  |
| ---------------------------- | ---------------------------------------------------------------------- | --------- |
| Australien (ARIA)            | 4× Platin                                                              | 280.000   |
| Brasilien (PMB)              | Diamant                                                                | 160.000   |
| Dänemark (IFPI)              | Platin                                                                 | 90.000    |
| Frankreich (SNEP)            | Gold                                                                   | 100.000   |
| Kanada (MC)                  | 6× Platin                                                              | 480.000   |
| Mexiko (AMPROFON)            | 2× Platin                                                              | 120.000   |
| Neuseeland (RMNZ)            | 5× Platin                                                              | 150.000   |
| Norwegen (IFPI)              | Gold                                                                   | 30.000    |
| Österreich (IFPI)            | Gold                                                                   | 15.000    |
| Polen (ZPAV)                 | Gold                                                                   | 25.000    |
| Portugal (AFP)               | Gold                                                                   | 5.000     |
| Schweiz (IFPI)               | Gold                                                                   | 10.000    |
| Vereinigte Staaten (RIAA)    | 7× Platin                                                              | 7.000.000 |
| Vereinigtes Königreich (BPI) | Platin                                                                 | 600.000   |
| Insgesamt                    | 6× Gold · 26× Platin · 1× Diamant ·                                    | 9.065.000 |

### My Bad
| Land/Region               | Auszeichnungen für Musikverkäufe (Land/Region, Auszeichnung, Verkäufe) | Verkäufe  |
| ------------------------- | ---------------------------------------------------------------------- | --------- |
| Australien (ARIA)         | Platin                                                                 | 70.000    |
| Brasilien (PMB)           | Gold                                                                   | 20.000    |
| Kanada (MC)               | Platin                                                                 | 80.000    |
| Neuseeland (RMNZ)         | Platin                                                                 | 30.000    |
| Vereinigte Staaten (RIAA) | Platin                                                                 | 1.000.000 |
| Insgesamt                 | 1× Gold · 4× Platin ·                                                  | 1.200.000 |

### Don’t Pretend
| Land/Region               | Auszeichnungen für Musikverkäufe (Land/Region, Auszeichnung, Verkäufe) | Verkäufe |
| ------------------------- | ---------------------------------------------------------------------- | -------- |
| Kanada (MC)               | Platin                                                                 | 80.000   |
| Vereinigte Staaten (RIAA) | Gold                                                                   | 500.000  |
| Insgesamt                 | 1× Gold · 1× Platin ·                                                  | 580.000  |

### Outta My Head
| Land/Region               | Auszeichnungen für Musikverkäufe (Land/Region, Auszeichnung, Verkäufe) | Verkäufe  |
| ------------------------- | ---------------------------------------------------------------------- | --------- |
| Australien (ARIA)         | Gold                                                                   | 35.000    |
| Brasilien (PMB)           | Gold                                                                   | 20.000    |
| Kanada (MC)               | Platin                                                                 | 80.000    |
| Neuseeland (RMNZ)         | Platin                                                                 | 30.000    |
| Vereinigte Staaten (RIAA) | Platin                                                                 | 1.000.000 |
| Insgesamt                 | 2× Gold · 3× Platin ·                                                  | 1.165.000 |

### Hurts 2B Human
| Land/Region                  | Auszeichnungen für Musikverkäufe (Land/Region, Auszeichnung, Verkäufe) | Verkäufe |
| ---------------------------- | ---------------------------------------------------------------------- | -------- |
| Australien (ARIA)            | Platin                                                                 | 70.000   |
| Brasilien (PMB)              | Gold                                                                   | 20.000   |
| Neuseeland (RMNZ)            | Gold                                                                   | 15.000   |
| Vereinigtes Königreich (BPI) | Silber                                                                 | 200.000  |
| Insgesamt                    | 1× Silber · 2× Gold · 1× Platin ·                                      | 305.000  |

### Beautiful People
| Land/Region                  | Auszeichnungen für Musikverkäufe (Land/Region, Auszeichnung, Verkäufe) | Verkäufe  |
| ---------------------------- | ---------------------------------------------------------------------- | --------- |
| Australien (ARIA)            | 6× Platin                                                              | 420.000   |
| Belgien (BRMA)               | Platin                                                                 | 40.000    |
| Brasilien (PMB)              | 2× Platin                                                              | 80.000    |
| Dänemark (IFPI)              | 3× Platin                                                              | 270.000   |
| Deutschland (BVMI)           | Platin                                                                 | 400.000   |
| Frankreich (SNEP)            | Platin                                                                 | 200.000   |
| Italien (FIMI)               | 2× Platin                                                              | 140.000   |
| Kanada (MC)                  | 8× Platin                                                              | 640.000   |
| Neuseeland (RMNZ)            | 5× Platin                                                              | 150.000   |
| Österreich (IFPI)            | 2× Platin                                                              | 60.000    |
| Polen (ZPAV)                 | 3× Platin                                                              | 150.000   |
| Portugal (AFP)               | 3× Platin                                                              | 30.000    |
| Spanien (Promusicae)         | Platin                                                                 | 60.000    |
| Vereinigte Staaten (RIAA)    | Platin                                                                 | 1.000.000 |
| Vereinigtes Königreich (BPI) | 3× Platin                                                              | 1.800.000 |
| Insgesamt                    | 42× Platin ·                                                           | 5.440.000 |

### Right Back
| Land/Region               | Auszeichnungen für Musikverkäufe (Land/Region, Auszeichnung, Verkäufe) | Verkäufe  |
| ------------------------- | ---------------------------------------------------------------------- | --------- |
| Australien (ARIA)         | Gold                                                                   | 35.000    |
| Kanada (MC)               | 2× Platin                                                              | 160.000   |
| Neuseeland (RMNZ)         | Platin                                                                 | 30.000    |
| Vereinigte Staaten (RIAA) | Platin                                                                 | 1.000.000 |
| Insgesamt                 | 1× Gold · 4× Platin ·                                                  | 1.225.000 |

### Trigger
| Land/Region     | Auszeichnungen für Musikverkäufe (Land/Region, Auszeichnung, Verkäufe) | Verkäufe |
| --------------- | ---------------------------------------------------------------------- | -------- |
| Brasilien (PMB) | Gold                                                                   | 20.000   |
| Insgesamt       | 1× Gold ·                                                              | 20.000   |

### Up All Night
| Land/Region                  | Auszeichnungen für Musikverkäufe (Land/Region, Auszeichnung, Verkäufe) | Verkäufe |
| ---------------------------- | ---------------------------------------------------------------------- | -------- |
| Australien (ARIA)            | Gold                                                                   | 35.000   |
| Brasilien (PMB)              | Gold                                                                   | 20.000   |
| Vereinigtes Königreich (BPI) | Silber                                                                 | 200.000  |
| Insgesamt                    | 1× Silber · 2× Gold ·                                                  | 255.000  |

### Eleven
| Land/Region       | Auszeichnungen für Musikverkäufe (Land/Region, Auszeichnung, Verkäufe) | Verkäufe |
| ----------------- | ---------------------------------------------------------------------- | -------- |
| Australien (ARIA) | Gold                                                                   | 35.000   |
| Brasilien (PMB)   | Gold                                                                   | 20.000   |
| Insgesamt         | 2× Gold ·                                                              | 55.000   |

### Know Your Worth
| Land/Region                  | Auszeichnungen für Musikverkäufe (Land/Region, Auszeichnung, Verkäufe) | Verkäufe |
| ---------------------------- | ---------------------------------------------------------------------- | -------- |
| Australien (ARIA)            | Platin                                                                 | 70.000   |
| Brasilien (PMB)              | Platin                                                                 | 40.000   |
| Dänemark (IFPI)              | Gold                                                                   | 45.000   |
| Frankreich (SNEP)            | Gold                                                                   | 100.000  |
| Kanada (MC)                  | Platin                                                                 | 80.000   |
| Neuseeland (RMNZ)            | Gold                                                                   | 15.000   |
| Polen (ZPAV)                 | Gold                                                                   | 10.000   |
| Portugal (AFP)               | Gold                                                                   | 5.000    |
| Vereinigtes Königreich (BPI) | Platin                                                                 | 600.000  |
| Insgesamt                    | 5× Gold · 4× Platin ·                                                  | 965.000  |

### Be Like That
| Land/Region                  | Auszeichnungen für Musikverkäufe (Land/Region, Auszeichnung, Verkäufe) | Verkäufe  |
| ---------------------------- | ---------------------------------------------------------------------- | --------- |
| Australien (ARIA)            | Gold                                                                   | 35.000    |
| Brasilien (PMB)              | Gold                                                                   | 20.000    |
| Kanada (MC)                  | 6× Platin                                                              | 480.000   |
| Vereinigte Staaten (RIAA)    | 4× Platin                                                              | 4.000.000 |
| Vereinigtes Königreich (BPI) | Silber                                                                 | 200.000   |
| Insgesamt                    | 1× Silber · 2× Gold · 10× Platin ·                                     | 4.735.000 |

### So Done
| Land/Region     | Auszeichnungen für Musikverkäufe (Land/Region, Auszeichnung, Verkäufe) | Verkäufe |
| --------------- | ---------------------------------------------------------------------- | -------- |
| Brasilien (PMB) | Gold                                                                   | 20.000   |
| Insgesamt       | 1× Gold ·                                                              | 20.000   |

### Otra noche sin ti
| Land/Region          | Auszeichnungen für Musikverkäufe (Land/Region, Auszeichnung, Verkäufe) | Verkäufe |
| -------------------- | ---------------------------------------------------------------------- | -------- |
| Brasilien (PMB)      | Gold                                                                   | 20.000   |
| Portugal (AFP)       | 2× Platin                                                              | 20.000   |
| Spanien (Promusicae) | Platin                                                                 | 60.000   |
| Insgesamt            | 1× Gold · 3× Platin ·                                                  | 100.000  |

### Working
| Land/Region | Auszeichnungen für Musikverkäufe (Land/Region, Auszeichnung, Verkäufe) | Verkäufe |
| ----------- | ---------------------------------------------------------------------- | -------- |
| Kanada (MC) | Gold                                                                   | 40.000   |
| Insgesamt   | 1× Gold ·                                                              | 40.000   |

### Skyline
| Land/Region | Auszeichnungen für Musikverkäufe (Land/Region, Auszeichnung, Verkäufe) | Verkäufe |
| ----------- | ---------------------------------------------------------------------- | -------- |
| Kanada (MC) | Gold                                                                   | 40.000   |
| Insgesamt   | 1× Gold ·                                                              | 40.000   |

### Numb
| Land/Region                  | Auszeichnungen für Musikverkäufe (Land/Region, Auszeichnung, Verkäufe) | Verkäufe  |
| ---------------------------- | ---------------------------------------------------------------------- | --------- |
| Australien (ARIA)            | Platin                                                                 | 70.000    |
| Brasilien (PMB)              | 3× Platin                                                              | 120.000   |
| Dänemark (IFPI)              | Gold                                                                   | 45.000    |
| Italien (FIMI)               | Gold                                                                   | 50.000    |
| Kanada (MC)                  | 2× Platin                                                              | 160.000   |
| Österreich (IFPI)            | Gold                                                                   | 15.000    |
| Schweden (IFPI)              | Gold                                                                   | 40.000    |
| Spanien (Promusicae)         | Gold                                                                   | 30.000    |
| Ungarn (MAHASZ)              | 2× Platin                                                              | 8.000     |
| Vereinigte Staaten (RIAA)    | Platin                                                                 | 1.000.000 |
| Vereinigtes Königreich (BPI) | Silber                                                                 | 200.000   |
| Insgesamt                    | 1× Silber · 5× Gold · 9× Platin ·                                      | 1.738.000 |

### Wish You Were Here
| Land/Region     | Auszeichnungen für Musikverkäufe (Land/Region, Auszeichnung, Verkäufe) | Verkäufe |
| --------------- | ---------------------------------------------------------------------- | -------- |
| Dänemark (IFPI) | Gold                                                                   | 45.000   |
| Insgesamt       | 1× Gold ·                                                              | 45.000   |

### The Hard Way
| Land/Region  | Auszeichnungen für Musikverkäufe (Land/Region, Auszeichnung, Verkäufe) | Verkäufe |
| ------------ | ---------------------------------------------------------------------- | -------- |
| Polen (ZPAV) | Gold                                                                   | 25.000   |
| Insgesamt    | 1× Gold ·                                                              | 25.000   |

## Auszeichnungen nach Liedern

### Vertigo
| Land/Region | Auszeichnungen für Musikverkäufe (Land/Region, Auszeichnung, Verkäufe) | Verkäufe |
| ----------- | ---------------------------------------------------------------------- | -------- |
| Kanada (MC) | Gold                                                                   | 40.000   |
| Insgesamt   | 1× Gold ·                                                              | 40.000   |

### Self
| Land/Region | Auszeichnungen für Musikverkäufe (Land/Region, Auszeichnung, Verkäufe) | Verkäufe |
| ----------- | ---------------------------------------------------------------------- | -------- |
| Kanada (MC) | Gold                                                                   | 40.000   |
| Insgesamt   | 1× Gold ·                                                              | 40.000   |

### Bad Luck
| Land/Region               | Auszeichnungen für Musikverkäufe (Land/Region, Auszeichnung, Verkäufe) | Verkäufe |
| ------------------------- | ---------------------------------------------------------------------- | -------- |
| Kanada (MC)               | Gold                                                                   | 40.000   |
| Vereinigte Staaten (RIAA) | Gold                                                                   | 500.000  |
| Insgesamt                 | 2× Gold ·                                                              | 540.000  |

### 8teen
| Land/Region                  | Auszeichnungen für Musikverkäufe (Land/Region, Auszeichnung, Verkäufe) | Verkäufe  |
| ---------------------------- | ---------------------------------------------------------------------- | --------- |
| Dänemark (IFPI)              | Platin                                                                 | 90.000    |
| Kanada (MC)                  | 4× Platin                                                              | 320.000   |
| Neuseeland (RMNZ)            | 2× Platin                                                              | 60.000    |
| Vereinigte Staaten (RIAA)    | 3× Platin                                                              | 3.000.000 |
| Vereinigtes Königreich (BPI) | Gold                                                                   | 400.000   |
| Insgesamt                    | 1× Gold · 10× Platin ·                                                 | 3.870.000 |

### Keep Me
| Land/Region               | Auszeichnungen für Musikverkäufe (Land/Region, Auszeichnung, Verkäufe) | Verkäufe |
| ------------------------- | ---------------------------------------------------------------------- | -------- |
| Kanada (MC)               | Gold                                                                   | 40.000   |
| Vereinigte Staaten (RIAA) | Gold                                                                   | 500.000  |
| Insgesamt                 | 2× Gold ·                                                              | 540.000  |

### Cold Blooded
| Land/Region               | Auszeichnungen für Musikverkäufe (Land/Region, Auszeichnung, Verkäufe) | Verkäufe |
| ------------------------- | ---------------------------------------------------------------------- | -------- |
| Kanada (MC)               | Gold                                                                   | 40.000   |
| Vereinigte Staaten (RIAA) | Gold                                                                   | 500.000  |
| Insgesamt                 | 2× Gold ·                                                              | 540.000  |

### Therapy
| Land/Region               | Auszeichnungen für Musikverkäufe (Land/Region, Auszeichnung, Verkäufe) | Verkäufe |
| ------------------------- | ---------------------------------------------------------------------- | -------- |
| Kanada (MC)               | Gold                                                                   | 40.000   |
| Vereinigte Staaten (RIAA) | Gold                                                                   | 500.000  |
| Insgesamt                 | 2× Gold ·                                                              | 540.000  |

### Winter
| Land/Region               | Auszeichnungen für Musikverkäufe (Land/Region, Auszeichnung, Verkäufe) | Verkäufe |
| ------------------------- | ---------------------------------------------------------------------- | -------- |
| Kanada (MC)               | Gold                                                                   | 40.000   |
| Vereinigte Staaten (RIAA) | Gold                                                                   | 500.000  |
| Insgesamt                 | 2× Gold ·                                                              | 540.000  |

### Angels
| Land/Region               | Auszeichnungen für Musikverkäufe (Land/Region, Auszeichnung, Verkäufe) | Verkäufe |
| ------------------------- | ---------------------------------------------------------------------- | -------- |
| Kanada (MC)               | Gold                                                                   | 40.000   |
| Vereinigte Staaten (RIAA) | Gold                                                                   | 500.000  |
| Insgesamt                 | 2× Gold ·                                                              | 540.000  |

### Another Sad Love Song
| Land/Region               | Auszeichnungen für Musikverkäufe (Land/Region, Auszeichnung, Verkäufe) | Verkäufe  |
| ------------------------- | ---------------------------------------------------------------------- | --------- |
| Kanada (MC)               | Platin                                                                 | 80.000    |
| Neuseeland (RMNZ)         | Gold                                                                   | 15.000    |
| Vereinigte Staaten (RIAA) | Platin                                                                 | 1.000.000 |
| Insgesamt                 | 1× Gold · 2× Platin ·                                                  | 1.095.000 |

### Q
| Land/Region       | Auszeichnungen für Musikverkäufe (Land/Region, Auszeichnung, Verkäufe) | Verkäufe |
| ----------------- | ---------------------------------------------------------------------- | -------- |
| Australien (ARIA) | Gold                                                                   | 35.000   |
| Insgesamt         | 1× Gold ·                                                              | 35.000   |

### The Ways
| Land/Region       | Auszeichnungen für Musikverkäufe (Land/Region, Auszeichnung, Verkäufe) | Verkäufe |
| ----------------- | ---------------------------------------------------------------------- | -------- |
| Brasilien (PMB)   | Gold                                                                   | 20.000   |
| Neuseeland (RMNZ) | Gold                                                                   | 15.000   |
| Insgesamt         | 2× Gold ·                                                              | 35.000   |

### Seasons
| Land/Region               | Auszeichnungen für Musikverkäufe (Land/Region, Auszeichnung, Verkäufe) | Verkäufe |
| ------------------------- | ---------------------------------------------------------------------- | -------- |
| Kanada (MC)               | Gold                                                                   | 40.000   |
| Vereinigte Staaten (RIAA) | Gold                                                                   | 500.000  |
| Insgesamt                 | 2× Gold ·                                                              | 540.000  |

### Motion
| Land/Region | Auszeichnungen für Musikverkäufe (Land/Region, Auszeichnung, Verkäufe) | Verkäufe |
| ----------- | ---------------------------------------------------------------------- | -------- |
| Kanada (MC) | Gold                                                                   | 40.000   |
| Insgesamt   | 1× Gold ·                                                              | 40.000   |

### Free Spirit
| Land/Region               | Auszeichnungen für Musikverkäufe (Land/Region, Auszeichnung, Verkäufe) | Verkäufe |
| ------------------------- | ---------------------------------------------------------------------- | -------- |
| Kanada (MC)               | Gold                                                                   | 40.000   |
| Vereinigte Staaten (RIAA) | Gold                                                                   | 500.000  |
| Insgesamt                 | 2× Gold ·                                                              | 540.000  |

### Hundred
| Land/Region               | Auszeichnungen für Musikverkäufe (Land/Region, Auszeichnung, Verkäufe) | Verkäufe |
| ------------------------- | ---------------------------------------------------------------------- | -------- |
| Vereinigte Staaten (RIAA) | Gold                                                                   | 500.000  |
| Insgesamt                 | 1× Gold ·                                                              | 500.000  |

### As I Am
| Land/Region               | Auszeichnungen für Musikverkäufe (Land/Region, Auszeichnung, Verkäufe) | Verkäufe |
| ------------------------- | ---------------------------------------------------------------------- | -------- |
| Australien (ARIA)         | Gold                                                                   | 35.000   |
| Brasilien (PMB)           | Platin                                                                 | 40.000   |
| Norwegen (IFPI)           | Gold                                                                   | 30.000   |
| Vereinigte Staaten (RIAA) | Gold                                                                   | 500.000  |
| Insgesamt                 | 3× Gold · 1× Platin ·                                                  | 605.000  |

## Statistik und Quellen
| Land/RegionAuszeichnungen für Musikverkäufe (Land/Region, Auszeichnungen, Verkäufe, Quellen) | Silber       | Gold         | Platin         | Diamant       | Verkäufe    | Quellen              |
| -------------------------------------------------------------------------------------------- | ------------ | ------------ | -------------- | ------------- | ----------- | -------------------- |
| Australien (ARIA)                                                                            | —            | 9× Gold9     | 101× Platin101 | —             | 7.420.000   | aria.com.au          |
| Belgien (BRMA)                                                                               | —            | 2× Gold2     | 3× Platin3     | —             | 135.000     | ultratop.be          |
| Brasilien (PMB)                                                                              | —            | 14× Gold14   | 25× Platin25   | 9× Diamant9   | 2.740.000   | pro-musicabr.org.br  |
| Dänemark (IFPI)                                                                              | —            | 7× Gold7     | 31× Platin31   | —             | 2.685.000   | ifpi.dk              |
| Deutschland (BVMI)                                                                           | —            | 7× Gold7     | 5× Platin5     | —             | 3.400.000   | musikindustrie.de    |
| Finnland (IFPI)                                                                              | —            | —            | Platin1        | —             | 40.000      | Einzelnachweise      |
| Frankreich (SNEP)                                                                            | —            | 7× Gold7     | 5× Platin5     | Diamant1      | 1.983.333   | snepmusique.com      |
| Griechenland (IFPI)                                                                          | —            | —            | 4× Platin4     | —             | 80.000      | Einzelnachweise      |
| Italien (FIMI)                                                                               | —            | 6× Gold6     | 7× Platin7     | —             | 675.000     | fimi.it              |
| Kanada (MC)                                                                                  | —            | 14× Gold14   | 113× Platin113 | Diamant1      | 10.400.000  | musiccanada.com      |
| Mexiko (AMPROFON)                                                                            | —            | 9× Gold9     | 11× Platin11   | —             | 930.000     | amprofon.com.mx      |
| Neuseeland (RMNZ)                                                                            | —            | 7× Gold7     | 96× Platin96   | —             | 2.842.500   | radioscope.co.nz NZ2 |
| Niederlande (NVPI)                                                                           | —            | Gold1        | Platin1        | —             | 60.000      | nvpi.nl              |
| Norwegen (IFPI)                                                                              | —            | 5× Gold5     | 10× Platin10   | —             | 690.000     | ifpi.no              |
| Österreich (IFPI)                                                                            | —            | 4× Gold4     | 6× Platin6     | —             | 240.000     | ifpi.at              |
| Polen (ZPAV)                                                                                 | —            | 5× Gold5     | 13× Platin13   | Diamant1      | 785.000     | olis.pl              |
| Portugal (AFP)                                                                               | —            | 4× Gold4     | 23× Platin23   | —             | 250.000     | Einzelnachweise      |
| Schweden (IFPI)                                                                              | —            | 7× Gold7     | 9× Platin9     | —             | 995.000     | sverigetopplistan.se |
| Schweiz (IFPI)                                                                               | —            | 5× Gold5     | 10× Platin10   | —             | 250.000     | hitparade.ch         |
| Singapur (RIAS)                                                                              | —            | —            | 3× Platin3     | —             | 30.000      | rias.org.sg          |
| Spanien (Promusicae)                                                                         | —            | 6× Gold6     | 7× Platin7     | —             | 600.000     | elportaldemusica.es  |
| Ungarn (MAHASZ)                                                                              | —            | —            | 2× Platin2     | —             | 8.000       | slagerlistak.hu      |
| Vereinigte Staaten (RIAA)                                                                    | —            | 15× Gold15   | 74× Platin74   | 3× Diamant3   | 111.500.000 | riaa.com             |
| Vereinigtes Königreich (BPI)                                                                 | 11× Silber11 | 4× Gold4     | 26× Platin26   | —             | 18.700.000  | bpi.co.uk            |
| Insgesamt                                                                                    | 11× Silber11 | 137× Gold137 | 587× Platin587 | 15× Diamant15 |             |                      |